# Coupe des énergies alternatives de la FIA 2007
Navigation
2008
La Coupe des énergies alternatives de la FIA 2007 est la 1e saison de la Coupe des énergies alternatives de la FIA, comportant 7 manches au calendrier. La saison débuta le 1er avril et se termina le 11 novembre. Giuliano Mazzoni remporta le championnat pilote et Toyota le championnat constructeur.

## Classement pilote
| Points | Pilote            |
| ------ | ----------------- |
| 70     | Giuliano Mazzoni  |
| 51     | Vincenzo Di Bella |
| 28     | Radames Preo      |
| 27     | Jean-Michel Matas |
| 22     | Mario Montanucci  |

## Classement constructeur
| Points | Constructeur |
| ------ | ------------ |
| 78     | Toyota       |
| 53     | Honda        |
| 47     | Opel         |
| 28     | Fiat         |
| 23     | Seat         |